# Kruszewo (gromada)
Kruszewo – dawna gromada, czyli najmniejsza jednostka podziału terytorialnego Polskiej Rzeczypospolitej Ludowej w latach 1954–1972.
Gromady, z gromadzkimi radami narodowymi (GRN) jako organami władzy najniższego stopnia na wsi, funkcjonowały od reformy reorganizującej administrację wiejską przeprowadzonej jesienią 1954 do momentu ich zniesienia z dniem 1 stycznia 1973, tym samym wypierając organizację gminną w latach 1954–1972.
Gromadę Kruszewo z siedzibą GRN w Kruszewie utworzono – jako jedną z 8759 gromad na obszarze Polski – w powiecie czarnkowskim w woj. poznańskim, na mocy uchwały nr 18/54 WRN w Poznaniu z dnia 5 października 1954. W skład jednostki wszedł obszar dotychczasowej gromady Kruszewo ze zniesionej gminy Czarnków w powiecie czarnkowskim oraz obszary dotychczasowych gromad Jabłonowo i Węglewo ze zniesionej gminy Ujście w powiecie chodzieskim w tymże województwie. Dla gromady ustalono 15 członków gromadzkiej rady narodowej.
1 stycznia 1960 do gromady Kruszewo włączono obszar zniesionej gromady Sarbia w tymże powiecie.
4 lipca 1968 do gromady Kruszewo włączono miejscowości Romanowo Górne i Walkowice ze zniesionej gromady Romanowo w tymże powiecie.
Gromada przetrwała do końca 1972 roku, czyli do kolejnej reformy gminnej.